# John Owoeri
John Owoeri (Abuja, 13 gennaio 1987) è un calciatore nigeriano, attaccante del Bankhai United.

## Carriera

### Club
Fino al 2005 ha giocato in Nigeria.
Sempre nel 2005, ha partecipato ai Mondiali Under-20 con la selezione nigeriana. Ha aperto le marcature nel quarto di finale contro i padroni di casa dell'Olanda, sfida terminata 1-1 e decisa in favore degli africani ai calci di rigore. Owoeri è partito titolare anche nella finale persa per 2-1 contro l'Argentina di Lionel Messi, quest'ultimo autore di una doppietta.
A pochi giorni dalla conclusione dei Mondiali Under-20 disputati nei Paesi Bassi, l'attaccante nigeriano è stato provinato con successo dal locale club del Feyenoord, ma con i biancorossi di Rotterdam non scenderà mai in campo se non in uno scampolo di partita in Eredivisie contro il NEC e uno in Coppa UEFA contro il Rapid Bucarest.
Nel gennaio 2006 è stato girato in prestito ai belgi del Westerlo, dove non ha trovato particolare fortuna non avendo mai segnato nelle 10 presenze messe a referto in campionato.
Terminata la parentesi in Belgio, Owoeri ha fatto ritorno in Nigeria dove ha vinto la Premier League nigeriana 2007 con la maglia dell'Enyimba. Tre anni dopo si è trasferito all'Heartland, altra squadra nigeriana, rimanendovi per una stagione prima di approdare in Egitto all'Ismaily. Tra il 2012 e il 2013 ha militato in altre due squadre nigeriane, rispettivamente lo Sunshine Stars e il Warri Wolves.
Una volta risolto un contenzioso con gli egiziani risalente al 2012 (quando Owoeri aveva lasciato la squadra lamentando mancati pagamenti) l'attaccante ha ricevuto il via libera per unirsi agli svedesi dell'Åtvidaberg a partire dall'aprile 2013. Inizialmente il contratto era di pochi mesi, ma già a giugno ha convinto i dirigenti a prolungare fino al 2015. In tre anni ha segnato 17 gol in 77 partite di Allsvenskan. La stagione 2015 è stata la sua ultima all'Åtvidaberg, complice il contratto in scadenza e l'ultimo posto in classifica con conseguente retrocessione in Superettan.
Al termine del suo primo anno all'Häcken, grazie anche alle quattro reti messe a segno al già ampiamente retrocesso Falkenberg nel 7-0 dell'ultima giornata, Owoeri si è laureato capo cannoniere dell'Allsvenskan 2016 con 17 reti all'attivo (tante quante ne aveva segnate complessivamente nei tre anni all'Åtvidaberg).
Nel febbraio del 2017 è stato ufficializzato il passaggio per due anni del trentenne Owoeri ai cinesi del Baoding Yingli Yitong militanti nella China League One, il secondo campionato cinese. Ha poi continuato a giocare nello stesso campionato, ma con la maglia dello Shanghai Shenxin, firmando un contratto biennale nel febbraio 2018. Nel 2019 ha cambiato nuovamente squadra pur rimanendo nella seconda serie cinese, con il passaggio al Nei Mongol Zhongyou, così come ha giocato nella seconda serie cinese anche nel 2020, con i colori del Beijing BSU.
Dopo un periodo di inattività, è tornato ufficialmente al calcio giocato nell'aprile 2022, quando si è legato ai finlandesi di madrelingua svedese dell'IFK Mariehamn.

## Palmarès

### Club
- Campionato nigeriano: 1

Enyimba: 2006-2007
- Coppa di Nigeria: 1

Enyimba: 2008-2009
- Coppa di Svezia: 1

Häcken: 2015-2016

### Individuale
- Capocannoniere della Allsvenskan: 1

2016 (17 gol)